# Бейлек, Сара
Сара Бейлек (чеш. Sára Bejlek; род. 31 января 2006, Грушовани) — чешская теннисистка. Победительница двух турниров WTA 125 в одиночном разряде; победительница восьми турниров ITF (7 — в одиночном разряде).
Победительница одного юниорского турнира Большого шлема в парном разряде (Открытый чемпионат Франции-2022); бывшая 43-я ракетка мира в юниорском рейтинге ITF (2022).

## Общая биография
Родилась 31 января 2006 года в городе Грушовани-над-Евишовкоу, в Южноморавском крае, в Чехии.

## Спортивная карьера
В 2021—2023 годах стала победительницей одного турнира WTA 125 и шести взрослых турниров ITF в одиночном разряде и одного взрослого турнира ITF в парном разряде.

### 2022—2023
В августе 2022 года прошла квалификацию и впервые попала в основную сетку турнира Большого шлема — Открытого чемпионата США в одиночном разряде, но в первом круге проиграла российской теннисистке Людмиле Самсоновой со счётом: 3-6, 1-6.
В мае 2023 года прошла квалификацию, в финале которой обыграла словацкую теннисистку Викторию Грунчакову, и попала в основную сетку турнира Большого шлема — Открытого чемпионата Франции в одиночном разряде, но в первом круге проиграла российской теннисистке Камилле Рахимовой со счётом: 0-6, 3-6.

### 2024
В январе 2024 года через квалификацию пробилась в основную сетку турнира Большого шлема — Открытого чемпионата Австралии в одиночном разряде, где в первом круге проиграла канадке Лейле Фернандес со счётом: 6-7, 2-6.
В апреле в финале квалификации к турниру в Штутгарте Сара проиграла россиянке Диане Шнайдер, которая отыгралась со счёта 0:6, 0:3 по ходу матча.
В начале октября 2024 года стала победительницей 75-тысячного турнира ITF W75 Šibenik Open в Шибенике (Хорватия) в одиночном разряде, где она в финале победила латышку Дарью Семенистую со счётом 6-2, 6-0.

## Рейтинг на конец года
| Год  | Одиночный рейтинг | Парный рейтинг |
| 2023 | 190               | 742            |
| 2022 | 189               | 893            |
| 2021 | 380               | 831            |